# ادوین یانگ
ادوین یانگ (انگلیسی: Edwin Young؛ ۲۹ سپتامبر ۱۹۴۷ – June 22, 2006 (aged 58)) ورزشکار شیرجه اهل ایالات متحده آمریکا بود.
وی در مسابقات کشوری و بین‌المللی در مجموع برندهٔ ۱ مدال طلا، ۱ مدال برنز شده‌است.